# Paraxerus ochraceus
Paraxerus ochraceus — вид гризунів родини Sciuridae, що мешкає в Кенії, Сомалі та Танзанії. Її природним середовищем існування є суха савана.

## Характеристики
P. ochraceus досягає середньої довжини голови та тіла від 12,3 до 19,0 сантиметрів, а довжина хвоста — від 11,3 до 18,3 сантиметрів. Вона важить приблизно від 90 до 140 грамів. Довжина задніх лап становить від 34 до 45 міліметрів, довжина вух — від 10 до 27 міліметрів. Це порівняно невелика вивірка з від блідим жовтувато-коричневого до вохристого або темно-оливково-зеленого забарвлення волосяного покриву на спині, хоча забарвлення може відрізнятися залежно від регіону. Деякі підвиди мають бліду бічну смугу. Низ тіла від жовтуватого до білого кольору. Ноги та ступні мають такий самий колір, як і хутро на спині, а верхня частина лап — вохриста. Хвіст порівняно довгий і нечітко облямований чорними та світлими плямами неправильної форми.

## Середовище і спосіб життя
P. ochraceus мешкає в різноманітних середовищах існування, включаючи саванні ліси, сухі річкові ліси та зарості на висоті щонайменше 2000 метрів. Вид дуже стійкий до змін середовища існування та антропогенних порушень, а також населяє сільськогосподарські угіддя, такі як кавові плантації, евкаліптові плантації та міські сади в Найробі.
Ці тварини ведуть денний деревний спосіб життя. Їхня основна активність припадає на ранній ранок та пізній вечір за прохолодної погоди, тоді як у спекотнішу пору доби вони відпочивають. Як і інші види роду, вони всеїдні та їдять на землі та деревах, швидко пересуваючись по гілках та стовбурах. Їхній раціон складається з фруктів, горіхів, акацієвої смоли та інших частин рослин, а також комах та іншої тваринної їжі. Вони живуть парами або невеликими групами та спілкуються один з одним за допомогою криків.